# Familjelikhet
Familjelikhet (ty. Familienähnlichkeit, eng. family resemblance) ett centralt begrepp i den sene Ludwig Wittgensteins tänkande. I språkspelet använder vi vissa allmänbegrepp, dessa har filosofer länge sökt definiera; de har sökt finna vad i till exempel spel som alla spel har gemensamt. Wittgenstein menar att detta är förfelat. Spel utgör en familj med olika medlemmar. Vissa medlemmar har vissa likheter med andra medlemmar men inga likheter med en annan medlem. Spel A har likheter med spel B och Spel B har likheter med spel C men spel A har inga likheter med spel C. Söker man ge en definition av spel, eller något annat allmänbegrepp för den delen, alltså "dra en skarp gräns, så är man fri att göra det efter behag; och denna gräns kommer aldrig att sammanfalla helt och hållet med det faktiska bruket eftersom detta bruk inte har någon skarp gräns" (Blå boken s. 23).